# جوب بلینگام
جوب ساموئل پاتریک بلینگام ( انگلیسی: Job Samuel Patrick Bellingham؛ زاده ۲۳ سپتامبر ۲۰۰۵ ) بازیکن فوتبال اهل انگلستان است که در پست هافبک میانی برای باشگاه فوتبال دورتموند بازی می‌کند. او همچنین برادر کوچک جود بلینگام بازیکن باشگاه فوتبال رئال مادرید است.
از باشگاه‌هایی که در آن بازی کرده‌است می‌توان به باشگاه فوتبال ساندرلند اشاره کرد. او همچنین در تیم‌های ملی فوتبال زیر ۱۶ سال انگلستان، زیر ۱۷ سال انگلستان و زیر ۱۸ سال انگلستان بازی کرده‌است.